# Вишенки (Сумская область)
Вишенки (укр. Вишеньки) — село,
Ястребщинский сельский совет,
Глуховский район,
Сумская область,
Украина.
Код КОАТУУ — 5921589802. Население по переписи 2001 года составляло 44 человека .

## Географическое положение
Село Вишенки находится на левом берегу реки Калиновка, которая через 2,5 км впадает в реку Локня,
выше по течению примыкает село Кучеровка.
По селу протекает пересыхающий ручей.